# 实验报告
实验报告是在科学研究中进行实验操作之后，所撰写的记录实验过程、发表实验结论的报告。
一般来说，一份标准的实验报告包括以下的内容：
实验模块
- 实验标题

对实验内容的高度概括。
- 实验日期、实验操作者（或者还有实验指导者）
- 实验的目的

表明操作该实验的目的。
- 实验步骤

从原理上解释实验每一步骤的意义。
- 实验环境

实验所处地点的情况，实验中使用到的器具、仪器的规格等。
- 实验过程

客观记录实际实验情况，并附分析。
- 实验结论

关于结论的表述与发表。
- 后记或者附录

参考的书目或者相关的内容。